# Mercedes-Benz M189
La sigla Mercedes-Benz M189 identifica una famiglia di motori a scoppio prodotti dal 1957 al 1967 dalla Casa tedesca Daimler-Benz per il suo marchio automobilistico Mercedes-Benz.

## Profilo e caratteristiche

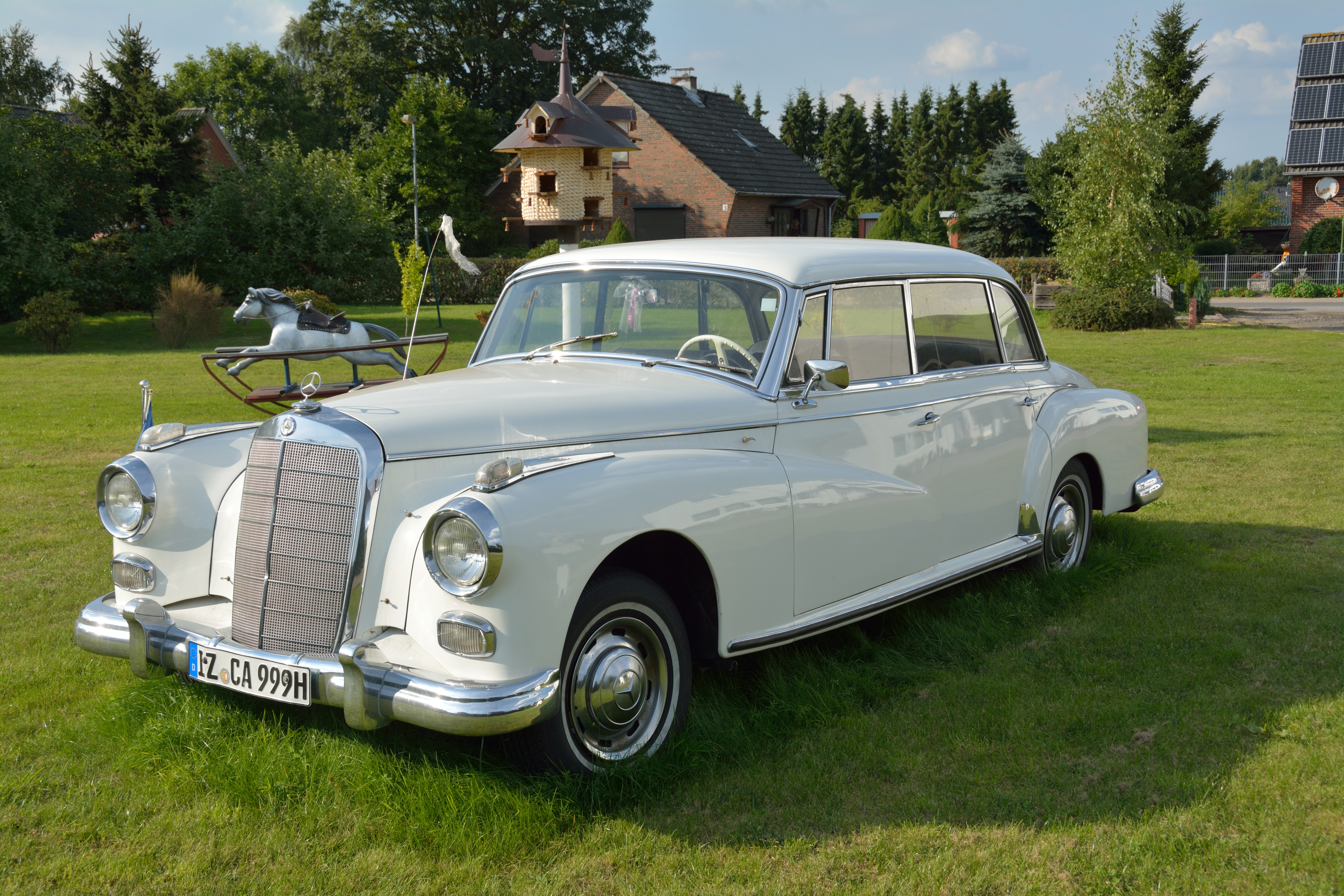
Le sontuose 300d montavano il motore M189

Si tratta del motore che ha sostituito il precedente motore M186, capostipite della superfamiglia di motori "Big Block" Daimler-Benz da 3 litri, prodotti prevalentemente durante gli anni cinquanta, ma anche per gran parte del decennio successivo.

Il motore M189 è in pratica una versione ad iniezione del motore M186, ma è anche visibile come una versione depotenziata del motore M199, nato due anni prima.

Questo motore è stato il più longevo della famiglia d'appartenenza, ed è stato quello che nel corso della sua carriera ha introdotto le modifiche più rilevanti, basti pensare che è nato con il basamento in ghisa, ma nel 1961 ha visto l'adozione di un nuovo basamento in lega di alluminio, come la testata.

Inoltre, il motore M189 è stato prodotto in più varianti aventi le seguenti caratteristiche in comune:
- architettura a 6 cilindri in linea;
- testata in lega di alluminio;
- monoblocco di tipo sottoquadro;
- alesaggio e corsa: 85x88 mm;
- cilindrata: 2996 cm³;
- distribuzione ad un asse a camme in testa;
- testata a due valvole per cilindro;
- alimentazione ad iniezione indiretta Bosch a controllo meccanico;
- albero a gomiti su 7 supporti di banco.

Una delle più significative differenze tra il motore M189 e gli altri motori Daimler-Benz da 3 litri prodotti all'epoca stava quindi nell'alimentazione che era ad iniezione indiretta e non più diretta come per esempio avveniva nel motore M199. La pompa di iniezione, che in genere era a 6 pistoncini, in alcune varianti ne montava solo due.

Nella seguente tabella vengono descritte più in dettaglio le varianti del motore M189.
| Sigla                 | Pompa di iniezione | Rapporto di compressione | Potenza max CV/rpm | Coppia max Nm/rpm | Applicazioni                               | Anni di produzione |
| --------------------- | ------------------ | ------------------------ | ------------------ | ----------------- | ------------------------------------------ | ------------------ |
| M189 I                | 6 pistoncini       | 8.55                     | 160/5300           | 237.4/4200        | Mercedes-Benz 300d W189                    | 1957-62            |
| M189 III ed M189 IV   | 2 pistoncini       | 8.7                      | 160/5000           | 251/3800          | Mercedes-Benz 300SE/SEL "Heckflosse" W112  | 1961-63            |
| M189 III ed M189 IV   | 2 pistoncini       | 8.7                      | 160/5000           | 251/3800          | Mercedes-Benz 300 SE Coupé/Cabriolet W112  | 1962-63            |
| M189 V ed M189 VI     | 6 pistoncini       | 8.8                      | 170/5400           | 249/4000          | Mercedes-Benz 300 SE/SEL "Heckflosse" W112 | 1964-65            |
| M189 V ed M189 VI     | 6 pistoncini       | 8.8                      | 170/5400           | 249/4000          | Mercedes-Benz 300 SE Coupé/Cabriolet W112  | 1964-67            |
| M189 VII ed M189 VIII | 6 pistoncini       | 8.8                      | 170/5400           | 251/4000          | Mercedes-Benz 300 SE/SEL W109              | 1965-67            |